# Yasunori Takada
Yasunori Takada (高田 保則 Takada Yasunori?, nacido el 22 de febrero de 1979 en Kanagawa) es un exfutbolista japonés. Jugaba de delantero y su último club fue el Thespa Kusatsu de Japón.

## Trayectoria

### Clubes
| Club            | País  | Año         |
| --------------- | ----- | ----------- |
| Shonan Bellmare | Japón | 1997 - 2005 |
| Yokohama FC     | Japón | 2005        |
| Thespa Kusatsu  | Japón | 2006 - 2010 |